# László Szalma
László Szalma (* 22. října 1957, Nagymaros, Pest) je bývalý maďarský atlet, jehož hlavní disciplínou byl skok daleký.

## Kariéra
V roce 1975 na ME juniorů v Athénách skončil na 11. místě. V roce 1981 získal zlatou medaili na světové letní univerziádě v Bukurešti.
Třikrát reprezentoval na letních olympijských hrách (Moskva 1980, Soul 1988, Barcelona 1992). Na olympiádě v jihokorejském Soulu se umístil na 6. místě. Nejlepšího výsledku dosáhl na olympiádě v Moskvě, kde ve finále obsadil výkonem 813 cm 4. místo. Těsně pod stupni vítězů, čtvrtý skončil také na prvním ročníku MS v atletice 1983 v Helsinkách, na světových halových hrách 1985 v Paříži a na halovém MS 1989 v Budapešti.
Hned šest medailí (dvě zlaté, tři stříbrné a jednu bronzovou) vybojoval postupně v letech 1977 - 1988 na halových ME. V roce 1981 na halovém ME v Grenoble a na halovém ME 1987 v Liévinu skončil na 4. místě.